# Yozgat (circonscription électorale)
La circonscription électorale de Yozgat correspond à la province du même nom et envoie 4 députés à la Grande assemblée nationale de Turquie.

## Composition
La circonscription de Yozgat est divisée en 14 districts (ilçe). Chaque district est composé d'un chef-lieu et de municipalités (communes et villages).

## Résultats électoraux

### Élections législatives de 2018
| Partis                   | Partis                                        | Voix    | %     | Sièges | +/-           | Élus                        |
| ------------------------ | --------------------------------------------- | ------- | ----- | ------ | ------------- | --------------------------- |
|                          | Parti de la justice et du développement (AKP) | 138 261 | 53,39 | 2      | 2             | Bekir Bozdağ et Yusuf Başer |
|                          | Parti d'action nationaliste (MHP)             | 64 026  | 24,72 | 1      | 1             | İbrahim Ethem Sedef         |
|                          | Parti républicain du peuple (CHP)             | 30 138  | 11,64 | 1      | 1             | Ali Keven                   |
|                          | Le Bon Parti (İYİ)                            | 19 162  | 7,40  | 0      | Nv.           |                             |
|                          | Parti démocratique des peuples (HDP)          | 3 447   | 1,33  | 0      | en stagnation |                             |
|                          | Parti de la félicité (SP)                     | 3 046   | 1,18  | 0      | en stagnation |                             |
|                          | Parti de la cause libre (HÜDA PAR)            | 453     | 0,17  | 0      | en stagnation |                             |
|                          | Parti patriote (VATAN)                        | 451     | 0,17  | 0      | en stagnation |                             |
|                          |                                               |         |       |        |               |                             |
| Total                    | Total                                         | 258 984 | 100   | 4      | en stagnation | -                           |
| Inscrits / participation | Inscrits / participation                      | 296 869 | 86,25 |        |               |                             |

### Élections législatives de 2023
| Partis                   | Partis                                        | Voix    | %     | Sièges | +/-           | Élus                               |
| ------------------------ | --------------------------------------------- | ------- | ----- | ------ | ------------- | ---------------------------------- |
|                          | Parti de la justice et du développement (AKP) | 114 949 | 43,55 | 2      | en stagnation | Abdulkadir Akgül et Süleyman Şahan |
|                          | Parti d'action nationaliste (MHP)             | 60 752  | 23,02 | 1      | en stagnation | İbrahim Ethem Sedef                |
|                          | Le Bon Parti (İYİ)                            | 60 001  | 22,73 | 1      | 1             | Lütfullah Kayalar                  |
|                          | Nouveau parti de la prospérité (YRP)          | 11 479  | 4,35  | 0      | Nv.           |                                    |
|                          | Parti de la grande unité (BBP)                | 4 300   | 1,63  | 0      | en stagnation |                                    |
|                          | Parti de la victoire (ZP)                     | 3 413   | 1,29  | 0      | Nv.           |                                    |
|                          | Parti républicain du peuple (CHP)             | 2 073   | 0,79  | 0      | 1             |                                    |
|                          | Parti de la gauche verte (YSP)                | 1 766   | 0,67  | 0      | en stagnation |                                    |
|                          | Parti de la patrie (M)                        | 1 358   | 0,51  | 0      | Nv.           |                                    |
|                          | Parti de la mère patrie (ANAP)                | 960     | 0,36  | 0      | en stagnation |                                    |
|                          | Parti des travailleurs de Turquie (TIP)       | 733     | 0,28  | 0      | en stagnation |                                    |
|                          | Parti patriote (VATAN)                        | 346     | 0,13  | 0      | en stagnation |                                    |
|                          | Parti de la nation (MP)                       | 343     | 0,13  | 0      | en stagnation |                                    |
|                          | Parti jeune (GP)                              | 303     | 0,11  | 0      | en stagnation |                                    |
|                          | Parti des droits et libertés (HAK)            | 291     | 0,11  | 0      | en stagnation |                                    |
|                          | Parti de gauche (SOL)                         | 263     | 0,10  | 0      | en stagnation |                                    |
|                          | Parti de libération du peuple (HKP)           | 254     | 0,10  | 0      | en stagnation |                                    |
|                          | Parti communiste de Turquie (TKP)             | 186     | 0,07  | 0      | en stagnation |                                    |
|                          | Mouvement communiste (TKH)                    | 63      | 0,02  | 0      | Nv.           |                                    |
|                          | Parti de l'innovation (YP)                    | 61      | 0,02  | 0      | Nv.           |                                    |
|                          | Parti de la justice (AP)                      | 17      | 0,01  | 0      | Nv.           |                                    |
|                          | Parti de la justice et de l'unité (AB)        | 12      | 0,00  | 0      | Nv.           |                                    |
|                          | Parti de l'union du pouvoir (GBP)             | 4       | 0,00  | 0      | Nv.           |                                    |
|                          | Parti de la route nationale (MYP)             | 1       | 0,00  | 0      | Nv.           |                                    |
|                          |                                               |         |       |        |               |                                    |
| Total                    | Total                                         | 263 928 | 100   | 4      | en stagnation | -                                  |
| Inscrits / participation | Inscrits / participation                      | 300 575 | 86,63 |        |               |                                    |